# Mariene ecoregio Straat Malakka
De Mariene ecoregio Straat Malakka (118) (Engels: Malacca Strait marine ecoregion) is een biogeografische regio en ligt in het noordoosten van de Indische Oceaan in de Mariene provincie Sundaplat (26) in het Marien rijk Centrale Indo-Pacific. De mariene ecoregio is vastgesteld door het World Wide Fund for Nature en The Nature Conservancy en is vernoemd naar de Straat Malakka.
In het noordwesten grenst het gebied aan de mariene ecoregio Westelijk Sumatra (111), in het noorden aan de mariene ecoregio Andamanse Zee Koraalkust (110) en in het zuidoosten aan de mariene ecoregio Sundaplat/Javazee (117). Naar het noordwesten ligt de mariene ecoregio Andamanen en Nicobaren (109).

## Geografie
De mariene ecoregio ligt in het noordoosten van de Indische Oceaan voor de noordoostkust van het Indonesische eiland Sumatra, voor de zuidwestkust van het Maleisische schiereiland Malakka en de kust van Singapore. Het gebied ligt in de Straat Malakka, in de Straat Singapore en een klein stukje in de Zuid-Chinese Zee en strekt zich uit van de grens van Thailand met Maleisië in het noorden tot aan het eiland Bintan in het zuidoosten en van daar langs de oostkust van Sumatra tot de stad Bireuen onder de noordwestelijke kop van het eiland.

## Biogeografie
Het gebied kent zeeleven dat houdt van tropische temperaturen.